# Ludwig Bernhard
Ludwig Bernhard, född 4 juli 1875 i Berlin, död där 16 januari 1935, var en tysk nationalekonom.
Bernhard studerade i München och Berlin samt blev juris doktor 1902 och privatdocent i Berlin 1903. Han blev professor i statsvetenskap och nationalekonomi i Posen 1904, ordinarie professor i Greifswald 1906 och i Kiel 1907. Han återkom 1909 som ordinarie professor i statsvetenskap till Berlins universitet, där hans utnämning gav upphov till en bitter akademisk strid, ur vilken han dock gick segrande. Hans specialområde var de moderna, på matematisk-tekniska principer byggda avlöningsformerna och den till deras teoretiska utveckling och praktiska genomförande knutna socialpolitiken. 
Bernhard utgav ett stort antal socialpolitiska och löneteoretiska skrifter, av vilka kan nämnas Die Lohnsysteme in der deutschen Holz- und Metallindustrie (1898), Die Enstehung und Entwicklung der Gedingeordnungen im deutschen Bergrecht (1902), Die Akkordarbeit in Deutschland (1903), den socialpolitiskt betydelsefulla Handbuch der Lohnungsmethoden (1906), den starkt oppositionella stridsskriften Das polnische Gemeinwesen im preußischen Staat. Die Polenfrage (1907), Die Zukunft der Sozialpolitik (1912), Unerwünschte Folgen der deutschen Sozialpolitik (1912) och Das System Mussolini (1924).